# Gerhard Ringshausen
Gerhard Johannes Ringshausen (* 1939 in Frankfurt am Main) ist ein Evangelischer Theologe und Religionspädagoge. Er befasste sich eingehend mit dem kirchlichen Widerstand gegen den Nationalsozialismus.

## Leben
Von 1959 bis 1968 studierte er Evangelische Theologie, Kunstgeschichte und Klassischen Archäologie an den Universitäten in Frankfurt am Main, Tübingen und Göttingen. 1964 legte er das erste Theologische Examen ab. 1969 wurde er in Kunstgeschichte an der Philosophischen Fakultät der Georg-August-Universität Göttingen mit der Dissertation Madern Gerthener. Leben und Werk nach den Urkunden zum Dr. phil. promoviert. 1970 folgte das zweite theologische Examen. 1976 habilitierte er sich am Fachbereich 7 der Justus-Liebig-Universität Gießen mit der religionswissenschaftlichen Arbeit Von der Buchillustration zum Unterrichtsmedium.
Von 1977 bis 1984 war er Professor für Evangelische Theologie und Religionspädagogik an der PH Heidelberg. Von 1984 bis zu seiner Emeritierung war er Professor für Evangelische Theologie und Religionspädagogik an der Leuphana Universität Lüneburg. Er ist Mitherausgeber der Zeitschrift Kirchliche Zeitgeschichte / Contemporary Church History (KZG/CCH). Er leistete theologische und zeitgeschichtliche Forschungsbeiträge zur kirchlichen Zeitgeschichte und zum Widerstand gegen den Nationalsozialismus sowie zur Kunstgeschichte.

## Schriften (Auswahl)
- mit Ernst Schering, Jürgen Redhardt (Hrsg.): Evangelium, Religionsunterricht, Gesellschaft. Festschrift für Friedrich Hahn zum 60. Geburtstag am 13. Dezember 1970. Elwert, Marburg 1972, ISBN 3-7708-0461-9.
- Von der Buchillustration zum Unterrichtsmedium. Der Weg des Bildes in der Schule dargestellt am Beispiel des Religionsunterrichtes (= Studien und Dokumentationen zur deutschen Bildungsgeschichte. Bd. 2). Beltz, Weinheim u. a. 1976, ISBN 3-407-65602-5.
- mit Rüdiger von Voss (Hrsg.): Gebet und Verantwortung. Meditative Texte für Menschen die entscheiden müssen. Poller, Stuttgart 1986, ISBN 3-87959-296-9.
- (Hrsg.): Perspektiven des Widerstands. Der Widerstand im Dritten Reich und seine didaktische Erschliessung (= Bibliothek der historischen Forschung. 7). Centaurus-Verlagsgesellschaft, Pfaffenweiler 1994, ISBN 3-89085-864-3.
- mit Rüdiger von Voss, Ellen Ringshausen (Hrsg.): Widerstand und Verteidigung des Rechts. Bouvier, Bonn 1997, ISBN 3-416-02678-0.
- mit Rüdiger von Voss (Hrsg.): Die Ordnung des Staates und die Freiheit des Menschen. Deutschlandpläne im Widerstand und Exil. Bouvier, Bonn 2000, ISBN 3-416-02918-6.
- mit Norbert Clemens Baumgart (Hrsg.): Das Echo des Propheten Jesaja. Beiträge zu seiner vielfältigen Rezeption (= Lüneburger theologische Beiträge. Bd. 1). Lit, Münster 2004, ISBN 3-8258-7930-5.
- mit Norbert Clemens Baumgart (Hrsg.): Die Sintflut. Zwischen Keilschrift und Kinderbuch. Das neue Interesse an der alten Erzählung als religionspädagogische Herausforderung (= Lüneburger theologische Beiträge. Bd. 2). Lit, Münster 2005, ISBN 3-8258-7931-3.
- Widerstand und christlicher Glaube angesichts des Nationalsozialismus (= Lüneburger theologische Beiträge. Bd. 3). Lit, Berlin u. a. 2007, ISBN 978-3-8258-8306-5. (2. Auflage 2008)
- mit Norbert Clemens Baumgart (Hrsg.): Philosophisch-theologische Anstöße zur Urteilsbildung. Festschrift für Werner Brändle (= Lüneburger theologische Beiträge. Bd. 5). Lit, Berlin u. a. 2007, ISBN 978-3-8258-0115-1.
- Hans-Alexander von Voß. Generalstabsoffizier im Widerstand 1907–1944. Lukas-Verlag, Berlin 2008, ISBN 978-3-86732-031-3.
- mit Rüdiger von Voss (Hrsg.): Die Predigten von Plötzensee. Zur Herausforderung des modernen Märtyrers. Mit Geleitworten von Wolfgang Huber und Robert Zollitsch, Lukas-Verlag, Berlin 2009, ISBN 978-3-86732-064-1.
- mit Rüdiger von Voss, Ellen Ringshausen (Hrsg.): Beten und Entscheiden. Kleines ökumenisches Stundenbuch. 3. erweiterte Auflage, Bouvier, Bonn 2011, ISBN 978-3-416-03342-8.
- Madern Gerthener. Frankfurts großer Architekt und Bildhauer der Spätgotik (Studien zur Frankfurter Geschichte. 62). Henrich Editionen, Frankfurt am Main 2015, ISBN 978-3-943407-35-8.
- mit Andrew Chandler (Hrsg.), The George Bell-Gerhard Leibholz Correspondence. In the Long Shadow of the Third Reich, 1938-1958. Bloomsbury Academic, London-New York 2019, ISBN 978-1-4742-5766-4.
- Das widerständige Wort. Christliche Autoren gegen das "Dritte Reich", BeBra Wissenschaft Verlag, Berlin 2022, ISBN 978-3954103065
- mit Andrew Chandler (Hrsg.): The George Bell–Alphons Koechlin Correspondence. The German Church Struggle in an International Perspective, 1933–54, Bloomsbury Academic, London-New York 2024, ISBN 978-1-3500-4699-3
- mit Rüdiger von Voss (Hrsg.): Mario Graf von Matuschka, Michael Graf von Matuschka. Regimegegner aus christlichem Glauben – Eine persönliche Erinnerung. Mit einem  Beitrag von Gerhard Ringshausen, Widerstandskämpfer als Märtyrer, BeBra Wissenschaft Verlag, Berlin 2024, ISBN 978-3w-95410-328-7